# دانشگاه اروگوئه
دانشگاه اروگوئه (به لاتین: University of the Republic) یک دانشگاه در اروگوئه است که در مونته‌ویدئو واقع شده‌است.